# پامنار (دزفول)
پامنار یک روستا در ایران است که در بخش شهیون و دهستان شهی شهرستان دزفول واقع شده‌است. پامنار طبق آخرین سرشماری که در سال ۱۳۹۵ صورت گرفت، ۲۲۴ نفر جمعیت دارد. اهالی این روستا همگی از تیره شهایی طایفه شهی هستند.  روستا در ساحل شرقی دریاچه شهیون واقع شده‌است. شغل غالب مردان این روستا صید ماهی و قایق‌رانی می‌باشد در ماه‌هایی از سال به‌ویژه زمستان و بهار حجم گردشگر فراوانی به این روستا سفر می‌کنند و از طبیعت کم‌نظیر منطقه بهرمند می‌شوند و همچنین باعث رونق اقتصادی روستا و اهالی می‌شود. زنان روستا بجز خانه‌داری به شغل کپوبافی مشغول هستند. (نماد کپو در ورودی روستا نصب شده)
روستای پامنار یک ویژگی خاص دارد که حدود دو ماه از سال (آذرماه و دی ماه) از حدود ساعت 2 بعداز ظهر دیگر خورشید را نمیبیند یا به نوعی میتوان گفت غروب خورشید برای پامنار در این دوماه ساعت 2 بعد از ظهر می باشد. و به همین دلیل اهالی قدیم این روستا وعده ی شام را اوایل غروب صرف میکردند لذا  *شهایی شام* در منطقه شهی زبانزد مردم هست.
یک قلعه طبیعی مشرف به روستا با نام قلعه شاداب (دژ شهی) وجود دارد که قطعاً یکی از بزرگترین قلعه‌های طبیعی ایران است. .
پامنار دارای بهترین اقامتگاه‌ها است از جمله اقامتگاه کپوی پامنار، خانه‌ای پامنار و منار پامنار هست